# تماسيح نحيلة
التماسيح النحيلة (الاسم العلمي:†Gracilisuchidae) هي فصيلة منقرضة من الزواحف تتبع أصنوفة رصغيات الساق من الأركوصورات.

## أجناس
- التمساح النحيل وهو الجنس النمطي للفصيلة
- تمساح يونغ هي
- تمساح تورفان